# Leonid Georgijewitsch Iljitschow

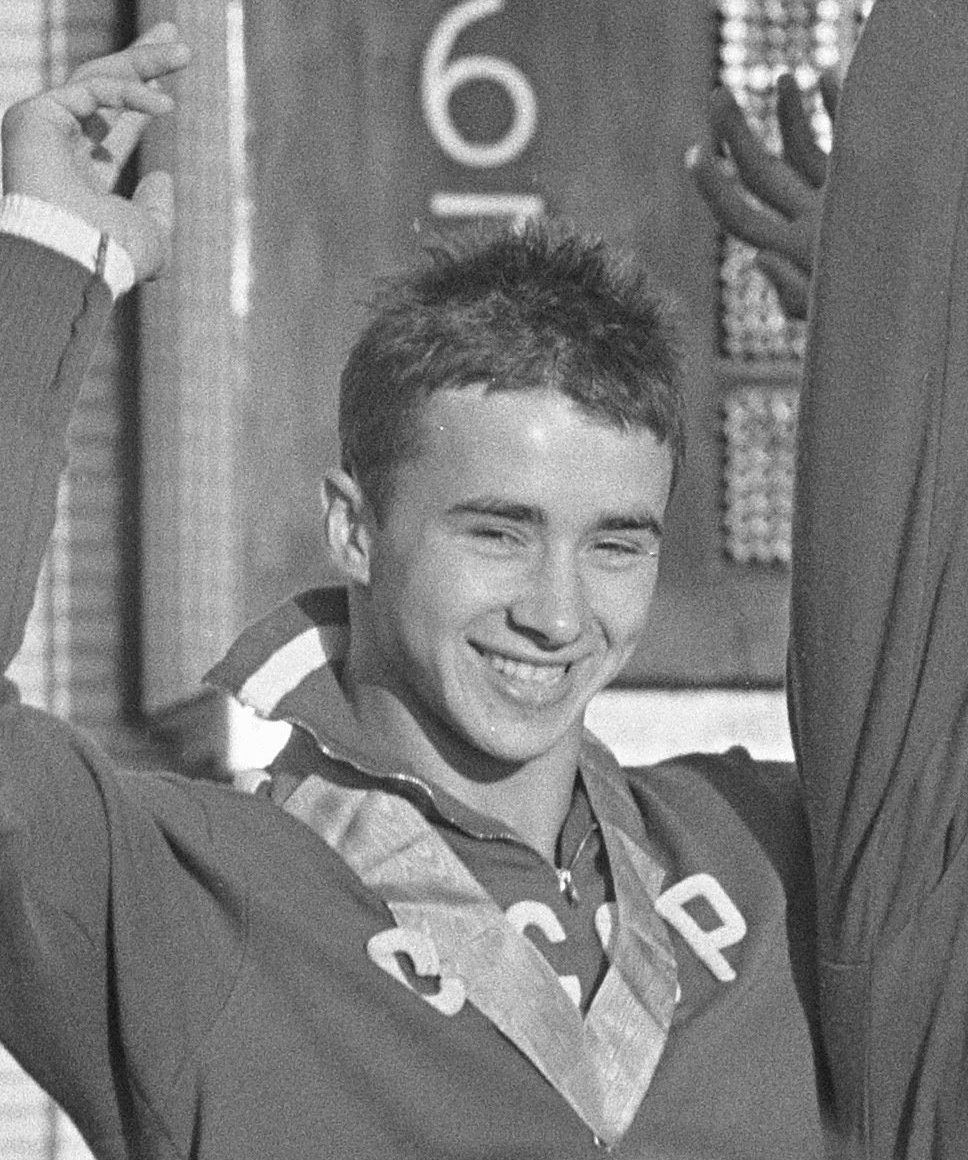
Leonid Iljitschow (1966)

Leonid Georgijewitsch Iljitschow (russisch Леонид Георгиевич Ильичёв; * 30. Januar 1948 in Norilsk) ist ein ehemaliger sowjetischer Schwimmer. Er gewann eine olympische Silbermedaille und zwei olympische Bronzemedaillen. 1966 und 1970 erschwamm er insgesamt drei Goldmedaillen bei Europameisterschaften.

## Karriere
Der für Trud Moskau startende Iljitschow gewann von 1965 bis 1970 den sowjetischen Meistertitel über 100 Meter Freistil sowie von 1966 bis 1969 den Meistertitel über 200 Meter Freistil. Seine ersten internationalen Medaillen gewann er bei den Schwimmeuropameisterschaften 1966 in Utrecht. Über 100 Meter Freistil erhielt er die Silbermedaille hinter dem Briten Bobby McGregor. Ebenfalls Silber gewann die 4-mal-100-Meter-Freistilstaffel mit Leonid Iljitschow, Wiktor Masanow, Georgijs Kuļikovs und Wladimir Schuwalow, die 0,7 Sekunden nach der DDR-Staffel anschlug. Die 4-mal-200-Meter-Freistilstaffel mit Leonid Iljitschow, Semjon Beliz-Geiman, Alexander Pletnjow und Jewgeni Nowikow gewann ebenso den Titel wie die 4-mal-100-Meter-Lagenstaffel mit Wiktor Masanow, Heorhij Prokopenko, Walentin Kusmin und Leonid Iljitschew.
1968 bei den Olympischen Spielen 1968 in Mexiko-Stadt trat Iljitschow zunächst mit der 4-mal-100-Meter-Freistilstaffel an. Semjon Beliz-Geiman, Wiktor Masanow, Leonid Iljitschow und Georgijs Kuļikovs erhielten die Silbermedaille mit zweieinhalb Sekunden Rückstand auf die Staffel aus den Vereinigten Staaten und einer halben Sekunde Vorsprung vor der australischen Staffel. Zwei Tage später war das Finale über 100 Meter Freistil, Iljitschow erreichte den fünften Platz mit 0,8 Sekunden Rückstand auf die Bronzemedaille. Weitere zwei Tage später fand das Finale der 4-mal-200-Meter-Fresitilstaffel statt. Die sowjetische Staffel mit Wladimir Bure, Beliz-Geiman, Kuļikovs und Iljitschow erschwamm die Bronzemedaille hinter den Staffeln aus den Vereinigten Staaten und aus Australien. Bei seinem Start über 200 Meter Freistil verpasste Iljitschow als Neunter der Vorläufe knapp den Finaleinzug. Zum Abschluss der Schwimmwettbewerbe wurde die Lagenstaffel ausgetragen. Juri Gromak, Wladimir Kossinski, Wladimir Nemschilow und Leonid Iljitschow erkämpften die Bronzemedaille hinter den Staffeln aus den USA und aus der DDR.
1970 trat Iljitschow bei der Universiade in Turin an. Er gewann mit allen drei Staffeln die Silbermedaille sowie eine Bronzemedaille über 100 Meter Freistil. Bei den im Anschluss an die Universiade stattfindenden Schwimmeuropameisterschaften 1970 in Barcelona schwamm Iljitschow nur im Vorlauf mit der 200-Meter-Freistilstaffel, die die Silbermedaille gewann. Die 100-Meter-Freistilstaffel mit Bure, Masanow, Kuļikovs und Iljitschow gewann den Titel. Zum Abschluss seiner Karriere erschwamm Iljitschow dann zusammen mit Wiktor Krasko, Nikolai Pankin und Wladimir Nemschilow die Bronzemedaille in der Lagenstaffel hinter den Staffeln aus der DDR und aus Frankreich.
Nach seiner Karriere war Iljitschow Schwimmtrainer in Moskau.

## Bestzeiten
- 100 Meter Freistil: 53,3 Sekunden (1967)
- 200 Meter Freistil: 1:56,9 Minuten (1967)